# Kuchecka Wola (gmina)
Kuchecka Wola – dawna gmina wiejska istniejąca do 1939 roku w woj. poleskim (obecnie na Ukrainie). Siedzibą gminy była Kuchecka Wola (Кухітська Воля).
W okresie międzywojennym gmina Kuchecka Wola należała do powiatu pińskiego w woj. poleskim. Po wojnie obszar gminy Kuchecka Wola wszedł w struktury administracyjne Związku Radzieckiego.